# Pávlos Melás
Pour les articles homonymes, voir Pavlos Melas (homonymie).
Pávlos Melás (en grec moderne : Παύλος Μελάς) (né à Marseille le 29 mars 1870 et décédé en Macédoine le 13 octobre 1904 à Statista, rebaptisé depuis Melás) était un militaire grec impliqué dans le conflit macédonien au début du XXe siècle. Sa mort en fit le martyr de la cause du rattachement de la région à la Grèce.
Il fut membre de la franc-maçonnerie.

## Biographie

### La famille
Pávlos Melás était le deuxième enfant d'un riche marchand grec épirote, Michaíl Melás (en), et d'une jeune fille de bonne famille, Eléni Voutsiná. La famille tire son origine d'un village d'Épire, près des localités actuelles de Repetísta (el), Áno Parakálamos et Parakálamos, où s'élèvent les restes d'une demeure du XVIe siècle connue sous le nom de Tour Mela. Les ancêtres de Pávlos Melás chassés par les Ottomans trouvèrent refuge à Marseille en France. C'est dans cette même ville qu'il naquit et passa ses premières années. L'enfant reçut le prénom de Pávlos (Paul) en souvenir de son grand-oncle, Pávlos-Leóntos Melás qui, à l'âge de 19 ans, abandonna ses études en Italie pour combattre aux côtés de Márkos Bótsaris dans la guerre d'indépendance de la Grèce, et mourut héroïquement à Missolonghi.
En 1874, la famille revint à Athènes pour parfaire l'éducation grecque de ses 7 enfants. Dans le climat patriotique de cette époque, hellénisme, orthodoxie et réalisation du concept de Grande Idée constituaient l'idéal grec le plus communément répandu. C'est dans cette atmosphère de patriotisme ardent que Pávlos Melás a été élevé. Son père mit sa fortune au service de cette cause nationale et devint le soutien le plus important de tous les mouvements insurrectionnels qui visaient au rattachement des populations grecques d'Épire, de Thessalie, de Macédoine et de Crète. En 1886, il fut choisi comme Président de la Société Nationale : sa maison était le lieu de toutes les discussions et négociations patriotiques, et il stockait dans sa cave des armes destinées aux insurgés. En 1889, Michaíl Melás devint aussi Président de la Société pour la Diffusion de l'Instruction.

### Le mariage
En 1885, Pávlos Melás acheva ses études secondaires, et entra l'année suivante à l'Académie militaire dont il sortit sous-lieutenant d'artillerie en avril 1891. Il rencontra alors Natalía Dragoúmi (el), la fille de l'avocat et futur Premier Ministre Stéfanos Dragoúmis (et la sœur de Íon Dragoúmis). L'arrière-grand-père de Natalía était membre de la Filikí Etería et un de ses oncles fut le secrétaire de Ioánnis Kapodístrias. Son père, Stéfanos Dragoumis, alors déjà très engagé dans le combat pour le rattachement de la Macédoine à la Grèce,, fut l'initiateur de l'insurrection de Litóchoro (en) en 1878, et il avait insufflé à ses douze enfants ses idéaux de patriotisme, d'esprit de sacrifice et d'amour du prochain. Le mariage de Natalía Dragoúmi et de Pávlos Melás fut célébré en octobre 1892 et ils eurent deux enfants : Michaíl (el) (diminutif : Mikis) et Zoí (diminutif : Zéza). Les liens qui unirent Pávlos Melás à toute la famille Dragoúmis ont profondément marqué sa conscience nationale et scellé son destin.

### La guerre des «Trente jours»
Dans le contexte historique et politique de cette guerre, la Bulgarie, indépendante depuis 1885, après le congrès de Berlin, a annexé la Roumélie Orientale, commencé à expulser les Grecs de Thrace, et visait à obtenir l'indépendance de la Macédoine à travers l'Organisation révolutionnaire macédonienne de l'intérieur (VMRO). Fondé en 1895 à Sofia, le Comité Verhoven cherchait à rattacher la Macédoine à la Bulgarie. Ces deux organisations fanatisèrent et armèrent les hordes de Comitadjis qui, par la violence, poussaient les populations orthodoxes à adhérer à l'exarchat de l'Église de Bulgarie, autocéphale depuis 1872. Du côté grec, la Société nationale, dont faisait partie Pávlos Melás, regroupait des personnalités éminentes du monde scientifique et de jeunes officiers qui cherchaient à créer un corps de combattants volontaires pour venir en aide aux populations grecques de Macédoine. C'est ainsi qu'en 1897, Pávlos Melás organisa un corps d'environ 2 000 combattants, les accompagna jusqu'à la frontière et vécut quelques jours avec eux. Sanctionné pour ce que l'armée régulière grecque considérait comme « une incursion aussi bien patriotique que téméraire » (selon les termes de l'acte d'accusation), il fut emprisonné à Larissa, mais libéré le 5 avril 1897, lorsque le Gouvernement grec décréta la guerre contre l'Empire ottoman. 
Il participa à cette guerre dite des Trente Jours qui se solda en 1897 par une cuisante défaite de la Grèce : très mal préparée, l'armée grecque battit en retraite devant un ennemi supérieur en nombre, surarmé et discipliné. Pávlos Melás revint à Athènes, en proie à la douleur et à la honte de cette humiliation nationale. Il pensa à donner sa démission de l'armée afin de retourner se battre en Macédoine dans les rangs des « andartes », les combattants grecs irréguliers qui affrontaient les Comitadjis bulgares (l'équivalent des maquisards grecs) ou les gendarmes turcs. La mort de son père, peu avant la fin de cette guerre, et les critiques dirigées contre la Société Nationale pour l'échec de cette campagne, achevèrent de le désespérer. Selon la coutume macédonienne, il laissa alors pousser sa barbe en signe de deuil.    
Avec d'autres officiers animés du même idéal que lui, il chercha ensuite à éclairer le gouvernement et l'opinion publique sur la situation en Macédoine. Il correspondit avec les organisateurs de la population grecque dans la région, l'évêque de Kastoria, Germanós Karavangélis (en), et avec son beau-frère, Íon Dragoúmis alors consul à Monastir (actuelle Bitola). Ainsi fut créé à Athènes le Comité Macédonien, dont le Président fut le directeur du journal Embros, Dimítrios Kalapothákis (en). C'est lui qui envoya en Macédoine, au début de juillet 1903, les dix premiers combattants crétois demandés par le Métropolite de Kastoria, Karavangélis. Pávlos Melás organisa aussi des collectes de fonds à Athènes, dont il envoya le produit à Íon Dragoúmis qui avait mis sur pied la société secrète Défense.

## La Macédoine

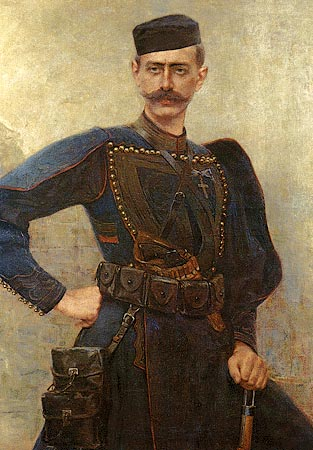
Pávlos Melás en costume traditionnel de « Makedonomakhos » par Geórgios Iakovídis.

Le 2 août 1903 (20 juillet julien), les Bulgares, avec à leur tête les commandants Boris Sarafov (en) et Gotsé Deltchev, proclamèrent l'insurrection d'Ilinden pour l'indépendance de la Macédoine, prenant comme but les villages valaques de Krouchevo, Nymféo et Klisoúra. Les Bulgares s'attaquèrent d'abord seulement aux Turcs, mais ne tardèrent pas à user de violence aussi contre les Grecs, qui eurent alors comme adversaires, outre les Turcs et les Bulgares, les Roumains et les Serbes. Jusqu'au 26 août 1903 (13 août julien), la répression des Turcs fut sanglante : ils rasèrent tout dans le nord de la Macédoine, faisant des milliers de victimes parmi la population civile grecque. Ceux qui avaient pu fuir accoururent à Athènes demander de l'aide, et les journaux grecs et étrangers se firent l'écho de cet appel en faveur de la Macédoine.
En février 1904, le gouvernement grec, qui ne voulait pas s'engager trop ouvertement, mais qui voulait avoir une évaluation de la situation, envoya quatre officiers en Macédoine : le capitaine Aléxandros Kontoúlis, le chef de la mission, s'adjoignit Pávlos Melás ainsi qu'Anastásios Papoúlas et Geórgios Kolokotrónis (el). Du 29 février 1904 (16 février julien) à la fin mars 1904, ces quatre hommes, sous de fausses identités, et se faisant passer pour des négociants en bestiaux, explorèrent les villages du nord de la Macédoine, Statista, Paléokastro, Konysko, Vogatsikó, Roúlia et Zélovo. Poursuivis par la gendarmerie turque, après avoir parcouru la région de Kastoria, ils furent rappelés en Grèce dès la fin de ce même mois. Dans leurs rapports, les officiers proposèrent soit d'organiser des bandes locales et de leur envoyer des armes depuis la Grèce soit de créer des bandes directement en Macédoine. Melás pencha d'abord pour la première solution avant de se rallier à la seconde.
Apprenant que les Macédoniens étaient sur le point de se soulever, et ne demandaient que l'aide de quelques officiers, Melás repartit le 23 juillet 1904 (10 juillet julien), après avoir obtenu un congé de vingt jours de l'armée. A Larissa, il obtint un faux passeport au nom de Pavlos Dédès. Il envisagea d'armer sept corps de combattants de 15 hommes chacun pour un soulèvement autour de Kastoria et Vodena. La même organisation aurait été mise en place autour de plusieurs autres villages. Mais sa permission arrivant à son terme, il dut regagner Athènes le 16 août 1904 (3 août julien).
Le 27 août 1904, le Comité Macédonien d'Athènes le choisit officiellement comme Commandant en chef des troupes irrégulières de Monastir et de Kastoria. Il partit le 31 août 1904 (18 août julien) au matin en pensant ce qu'il avait l'habitude de répéter : « Si le sang d'un homme illustre arrose la terre de Macédoine, ceux qui dorment se réveilleront, ceux qui sont terrorisés reprendront courage, des vengeurs et des sauveurs germeront sur cette noble terre. » Car il avait compris l'admiration que lui portaient les Macédoniens, lui qui était le fils du maire d'Athènes Michaíl Melás, le gendre de Stéfanos Dragoúmis, patriote ardent qui avait pris l'initiative des mouvements de libération pour la Macédoine, et le beau-frère du Consul Íon Dragoúmis. Il forma alors un corps de maquisards de 34 hommes dont 10 Crétois, vêtus du fameux dolman traditionnel et de la fustanelle : abandonner l'uniforme militaire grec permettait de ne pas impliquer son pays, mais c'était aussi une manière de s'inscrire dans la lignée des combattants de la cause nationale grecque, après les akrites byzantins qui gardaient les frontières, après les klephtes de la période ottomane puis les pallikares de la guerre d'indépendance,. Il prit le pseudonyme de « Capétan Mikis Zézas » (à partir du prénom de ses deux enfants). Il organisa des bandes de partisans grecs dans la région de Kozani avec pour centres d'action les villages de Negovani et Léchovo. Il commandait directement quant à lui une bande d'andartes presque intégralement composée de Crétois, sujets ottomans et donc moins compromettants pour la Grèce,.

## Décès
Sa mort à 34 ans, le 26 octobre 1904 (13 octobre julien), a contribué à forger son image de héros de légende. La version la plus probable est qu'il mourut dans un accrochage entre sa troupe et la gendarmerie turque dans un petit village qui porte maintenant son nom. Selon la légende populaire, réactivée par la dictature des colonels, après de longues marches harassantes sous la pluie, Pávlos Melás et quelques-uns de ses hommes auraient trouvé refuge dans la maison Kantzakis de Statista, pour y sécher leurs vêtements détrempés et faire baisser la fièvre qui les tenaillait. Un Comitadji bulgare aurait informé les Turcs de leur présence. La maison aurait été encerclée et prise sous le feu des fusils pendant deux heures. Vers 7 heures du soir, Pávlos Melás aurait été touché par une balle perdue qui l'atteignit en plein corps, trouant sa ceinture. Désemparés par la mort de leur chef, ses compagnons auraient dissimulé son corps sous la paille et se seraient dispersés dans les montagnes environnantes. Des paysannes du village, après la veillée et les chants funèbres, l'auraient inhumé le lendemain. Le Métropolite de Kastoria, Germanós Karavangélis, aurait demandé à un chef de maquisards de ramener le corps de Melás pour lui donner une sépulture décente. Mais voyant venir des Turcs, celui-ci aurait abrégé l'exhumation, coupé la tête de Pávlos Melás et l'aurait emportée après l'avoir soigneusement enveloppée dans un linge. 
Deux explications sont avancées pour la séparation de la tête du corps. L'une serait politique : sans sa tête, le corps ne pouvait être identifié et ainsi, Melás ne pouvait être directement impliqué, non plus que la Grèce. L'autre serait symbolique : la tête devenait une relique qu'il ne fallait pas laisser aux Ottomans qui risquaient de l'utiliser comme un trophée et de la souiller. La tête partit pour Florina puis Pissodéri. En 1907, tête et corps furent réunis et enterrés sous l'autel de la cathédrale métropolite de Kastoria ou selon une autre version dans l'enceinte de l'Église des Taxiarques, en face de la cathédrale de Kastoria.
Le village de Statista où il mourut porte aujourd'hui le nom de Melás.

## Postérité
Son décès eut une importance considérable en Grèce. Les cloches sonnèrent en son honneur à travers le pays. Le poète Kostís Palamás lui consacra un poème. Il attira définitivement l'attention sur la Macédoine et la politique à mener. Il « réveilla » les Grecs qui étaient devenus prudents après la défaite de 1897. Il est depuis considéré comme un héros national. Le gouvernement grec décida alors d'envoyer à nouveau des militaires en mission secrète dans la région pour lutter contre les Bulgares ; ce fut par exemple le cas d’Athanásios Souliótis-Nikolaïdis.
Le musée de la lutte pour la libération de la Macédoine de Thessalonique lui rend hommage. Íon Dragoúmis raconta son épopée macédonienne dans son œuvre la plus célèbre : Le Sang des martyrs et des héros, publiée en 1907. Penelope Delta l'évoque aussi dans Le Voyou, sous son nom de guerre Mikis Zézas. La dictature des colonels commanda un film historique au réalisateur Fílippos Fylaktós (Pavlos Melas, 1973). Tous les élèves durent assister à sa projection. Le roman de Níkos Bakólas (el) La Tête de 1994 a comme présupposé le récit d'un andartes chargé de couper la tête de Pávlos Melás après la mort de celui-ci.
Pávlos Melás est redevenu, dans les années 1990 au moment du conflit avec la république de Macédoine sur l'emploi du mot « Macédoine », un héros national. Des tee-shirts, des cartes de téléphone ou des briquets à son effigie connurent un immense succès. En 1994, pour le quatre-vingt-dixième anniversaire de sa mort, de grandes commémorations furent organisées. Le 13 octobre fut déclaré jour férié. Les enseignants durent préparer une présentation d'une dizaine de minutes à lire à leurs élèves au début des cours.
Pour le professeur Vassílis Gounáris en octobre 2004, son sacrifice ne fut pas vain : « Sa mort a inspiré un tel amour de la patrie au peuple grec, à l'intérieur comme à l'extérieur de la Grèce, que les rangs des combattants se sont incroyablement renforcés, et que les manœuvres stratégiques en ont été facilitées. Le combat pour la Macédoine n'était plus désormais celui des "aigles royaux" de la frontière, mais celui de tous les Grecs, véritable étape vers la formation de leur Nation.»
Des chansons patriotiques (voire nationalistes) évoquent Melás, comme celle figurant sur la page d'une école primaire de Macédoine en 2001 :
| « Viens, ma rapide épée, Vis à mon côté, donne à mes frères le réconfort, et la liberté. » | « Les Bulgares l'ont trahi, les Turcs l'ont tué, notre commandant, Melas, en vain ils l'ont tué. » | « Ma croix dorée, donne-la à mon épouse et mon fusil brillant à mon fils unique. » | « Sur ce sol, où est tombé le corps de Pavlos Melas, qui sait ce qui a germé dans la terre ensanglantée ? » | « Qui sait quelle fleur éternelle la terre produira, et que chaque petit Grec à sa poitrine la portera. » |

## Voir aussi

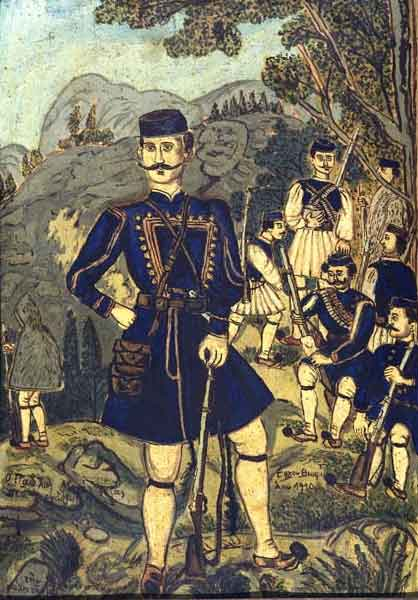
Pavlos Melas par Theophilos.